# Tweedledum & Tweedledee (Two People Who Resemble Each Other, in this Case Musically), Volume XV
Tweedledum & Tweedledee (Two People Who Resemble Each Other, in this Case Musically), Volume XV — двадцатый студийный альбом американской певицы и пианистки Блоссом Дири, выпущенный в 1991 году на лейбле Daffodil Records. Альбом записан при участии пианиста Майка Ренци, который выступил в роли аранжировщика.

## Отзывы критиков
| Оценки критиков                            | Оценки критиков |
| Источник                                   | Оценка          |
| ------------------------------------------ | --------------- |
| AllMusic                                   | [ 2 ]           |
| MusicHound Jazz: The Essential Album Guide | [ 3 ]           |
| The Penguin Guide to Jazz                  | [ 4 ]           |
| The Rolling Stone Jazz & Blues Album Guide | [ 5 ]           |

В справочнике The Penguin Guide to Jazz написали: «Какими бы ни были недостатки у оркестровок Расселла Гарсии во времена Verve, они были предпочтительнее жестяных электронных аранжировок Ренци. Здесь есть и прекрасные вещи, но это совершенно не привлекательная пластинка ни для кого, кроме давних поклонников Дири».

## Список композиций
1. «I Don’t Remember» (Блоссом Дири, Джек Сигал) — 4:00
2. «Ev’rybody Loves Jobim» (Луи Альдебер, Моник Альдебер) — 4:21
3. «I Thought I Heard a Hummingbird» (Блоссом Дири, Джек Сигал) — 3:34
4. «The Quiet Time» (Дункан Ламонт) — 3:37
5. «My Love Went to London» (Тони Скибетта, Джон Уоллович) — 3:30
6. «I Did It All for You» (Дункан Ламонт) — 4:30
7. «Not You Again» (Дункан Ламонт) — 3:19
8. «Blossom» (Джон Денсем) — 4:11
9. «Love Is on the Way» (Блоссом Дири, Джек Сигал) — 4:22
10. «Fred Astaire» (Дункан Ламонт) — 2:56
11. «A Nightingale Sang in Berkeley Square» (Эрик Машвиц, Мэннинг Шервин) — 4:12

## Участники записи
- Аранжировка, акустические фортепиано, синтезатор — Майк Ренци
- Бас-гитара — Джей Леонхарт
- Вокал, клавишные — Блоссом Дири
- Гитара — Джей Берлинер
- Звукорежиссёр — Джим Чак
- Перкуссия — Уолтер Анастасио
- Ударные — Брайан Блейк, Грейди Тейт